# 喜久理神社
喜久理神社（きくりじんじゃ、喜久里神社とも）は、山梨県甲州市にある神社。
宮司は、支部長がつめている。

## 祭神
喜久理比賣命が祀られている。

## 社名
慶応2年以前は、白山権現社と称していたようである。由来は不明である。
慶応2年に、喜久里神社と改めた。

## 歴史
※出典
天徳3年（960年）7月、勧請。
慶長8年（1603年）3月、徳川家康より社領高七斗二升を寄進。
享保4年（1720年）4月に再建。この際の棟札によると白山権現社と称されていた。
慶応2年（1866年）2月18日に喜久理神社と改称。
明治3年（1870年）、社領上知。
明治7年（1877年）3月、大藤村の村社となる。
昭和57年（1982年）、拝殿修理。

## 祭事・年中行事
例祭が10月15日にある。